# ミンチ海峡の青い男達

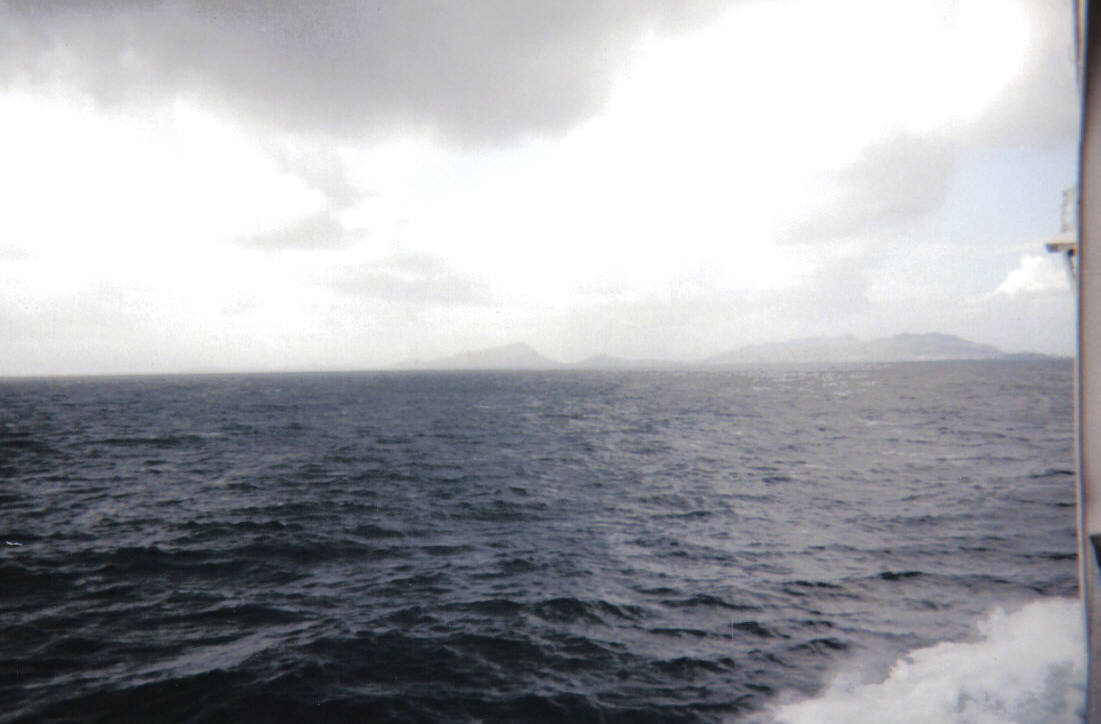
リトルミンチ海峡、ブルーマンの故郷

ミンチ海峡の青い男達 (blue men of the Minch)、またの名をストームケルピー（storm kelpies, スコットランド・ゲール語: na fir ghorma スコットランド・ゲール語発音: [nə fiɾʲ ˈɣɔɾɔmə]) は、伝説上の生き物でアウター・ヘブリディーズ北部とスコットランド本島の間の広い海域に生息している。船乗りたちを探し回っては溺れさせ、体当たりして船を沈没させる。ミンチ海峡と周辺地域の北のほう、東はケイスネス郡ウィック町あたりまでという狭い範囲に限定して伝わる話で、スコットランドの他の地域では知られておらず、世界でも類似の伝承は見当たらない。
全身が青色であることを除けば、姿形は人間とよく似ており、大きさもほぼ同じである。嵐を呼ぶ力を持っているが、晴天の時には水面の上か、そのすぐ下で漂いながら眠っている。青い男達は上半身を海から突き出して、ネズミイルカのように時々身体をひねったり水面に潜ったりしながら泳ぐ。話すことが可能である。船に接近してくる時には青い男達の総長が詩の「上の句」を叫び、船長が「下の句」を答えられるかどうか挑んでくるといわれている。船頭が挑戦に失敗した場合、青い男達は船を転覆させようとしてくる。
青い男達の伝承の分析としては「海の擬人化」という説や「ピクト人が起源になっている」という説がある。ピクト人 (スコットランドのハイランド地方にかつて存在していた強大な部族) は全身にペイントをほどこしており、カヤックのような舟に乗って海を渡る姿が、水面から直接身体を突き出して泳ぐ男達にみえた可能性がある。もしくは、バイキングにスコットランドに連れて行かれ、ミンチ海峡にあるシアント諸島の近くで冬を過ごしていた北アフリカの奴隷が青い男達の起源という可能性もある。

## 用語
ミンチ海峡は、スコットランドのノースウエスト・ハイランドおよびインナー・ヘブリディーズ諸島と、アウター・ヘブリディーズ諸島の間に広がる海峡で、青い男 (ブルーマン) の故郷である。  スコットランド・ゲール語で「青い男達」を意味する言葉は「ナ・フィル・コロマ (na fir ghorma)」である。 
青い男達は「ストームケルピー」 (嵐を呼ぶケルピー) としても知られている。   スコットランドの民間伝承に登場する水の妖精のなかで最も有名なケルピーは、 力強い馬の姿で描写されることが多い。 しかし、スコットランド各地に残るいくつかの民話では、異なる容姿で登場することもある。  ケルピーという名前は、スコットランド・ゲール語で「若雌牛」「子馬」を意味する「 calpa 」「 cailpeach 」を語源としているという説がある。 

## 民間信仰

### 概要と一般的な解釈
青い男達は「堕天使」達が、3つの部族に分かれたなかの1つであるとも言われている。1つ目は大地で暮らす妖精達に、2つ目は海に生息する青い男達に、残りは空で輝くオーロラの化身「メリー・ダンサー達」(Merry Dancers) に枝分かれしたという説である。この伝説上の生き物は人間と同じサイズだが、その名前の通り全身が青い。作家でジャーナリストのルイス・スペンス (Lewis Spence) は、全身が海と同じ色合いをしていることから「海そのものを擬人化したもの」ではないかと考えた。青い男達は細長い体型で灰色の顔をしていて、灰色の長い腕を持つ者もおり、全員が好んで兜 (もしくは帽子) をかぶっている
。翼があるという記述も稀にある。スカイ島から19キロメートル北にあるシエント諸島付近の荒れ狂う海は、一年中潮の流れが速く、 青い男達が棲みかにしている洞穴もその隣にある。その広い海域は「殺人海流 (Current of Destruction )」として恐れられており、何隻もの船を難破させてきた。
コリーヴレッカン湾 ( Gulf of Corryvreckan, 渦潮で有名) を舞台にストーム・ケルピーが登場する話はいくつかあり、詩人、作家、民話研究家のアラスダイヤー・マクレガー (Alasdair Alpin MacGregor) いわく「ハイランド地方のストーム・ケルピーのなかで最も獰猛」と評されている一方、青い男達の話はとても狭い範囲の地域でしか確認されていない。民俗研究家ドナルド・A・マッケンジー (Donald A. Mackenzie) によれば世界のどこにも、スコットランドの他の地域にさえ似たような話は見当たらず、妖精や妖怪の伝承がここまで限られた範囲でのみ信じられているのは珍しいことだという。民話研究家でタイリー島の牧師だったジョン・グレゴーソン・キャンベル (John Gregorson Campbell) によれば、例えば本島沿岸部近くのen:Argyllではこの話は知られていなかった。しかし、1700年代半ばにシェトランドのen:Quarffを訪れた牧師ジョン・ブランド (John Brand) は、島の周りに住みつく青い男達の民話を語っている。ヒゲを生やした老人の姿で海から出てくると、青い男達は舟を追いかけて乗客や船員を恐怖におとしいれる。
古くから伝わる民話では青い男達は激しい嵐を呼ぶ力を持っているが、天気が良い時には水面のすぐ下で眠っていたり、ぷかぷか浮かんでいるという。青い男達は腰から上を海からまっすぐ突き出して泳ぎ、ネズミイルカを思わせる動きで身体を回転させたり潜水したりする。雲のない明るい夜には仲間同士でシンティ (アイスホッケーに似たスコットランドの伝統競技) をプレーして遊ぶ。喋ることができ、水夫達と会話もできる。特に船に水しぶきをかけて水没させようとしている時は大声で騒ぎ立て、船が転覆すると笑い転げる。
海峡を渡る船を襲うために近づいてくる時には、ショニー (Seonaidh) という名前がついていることもある青い男達の族長が海から浮かび上がり、船長に向かって韻を踏んだ2節の唄を怒鳴る。もし船長が即興で2節を答えて唄を完成させられないと青い男達は船を転覆させる。ドナルド・A・マッケンジーが舟の船長と青い男達の族長の会話を以下のように紹介している。
Blue Chief: Man of the black cap what do you say

As your proud ship cleaves the brine?

青い族長『黒帽子の人間の男、

自慢の船で海を渡るにあたって何か言うことはないか？』

Skipper: My speedy ship takes the shortest way

And I'll follow you line by line

船長『この速い船は最短距離を渡るだけだ。

唄の試練を受けてたとう。』

Blue Chief: My men are eager, my men are ready

To drag you below the waves

青い族長『(韻を踏んで) 我々は熱心で、我々は早速、

お前を波間に引きずりおろす。』

Skipper: My ship is speedy, my ship is steady

If it sank, it would wreck your caves.

船長『(韻を踏んで) この船は速くて、この船は強い。

もし海に沈んだら、お前の洞窟が潰れる。』
素早い受け答えに青い族長は驚き、敗北して船に一切損傷を与えることは出来なかった。青い男達は海の底の洞穴に帰っていき、船は自由に海峡を渡ることを許された。青い男達が通りすがりの船に乗り込み、乗組員達に貢ぎ物を要求する場合もあり、貢ぎ物が用意されていないと嵐を引き起こす。

### 捕縛と討伐
現存する物語で青い男達を殺そうと試みるという筋書きのものは存在しないが、ジョン・グレゴーソン・キャンベルの物語では青い男が捕まっている。船乗り達が「海の上で眠っている」1体の青い男を発見して捕まえると縛りあげて船の上に乗せた。
2体の青い男達が追いかけてきて、船に向かって泳ぎながら仲間同士で声をかけあった。
Duncan will be one, Donald will be two

Will you need another ere you reach the shore?

『ダンカンは1人目、ドナルドは2人目、

岸に着く前に逃げるには3人目の仲間が必要か？』
仲間の声を聞くと捕まっていた青い男は自分の縄を引きちぎって自由を取り戻すと返事をしながら海に飛び込んだ。
Duncan's voice I hear, Donald too is near

But no need of helpers has strong Ian More.

『ダンカンの声は届いた。ドナルドの声も聞こえた。

しかし助けは要らない、イアンは強い。』
名前を呼びあうその姿をみて、水夫達は以降、全ての青い男達には名前があると信じるようになった。

## See also
- ケルピー

## References

### Citations
1. ↑  
“Minch”.   Oxford Dictionaries. 2013年3月13日時点のオリジナルよりアーカイブ。2014年6月4日閲覧。
2. ↑  Dwelly (1902), pp. 422–423.
3. 1 2 3  Bane (2013), p. 62.
4. ↑  MacGregor (1937), p. 119.
5. 1 2  Westwood & Kingshill (2012), p. 364.
6. ↑  Varner (2007), p. 24.
7. ↑  
“kelpie, n.1.”, Oxford English Dictionary (online ed.), Oxford University Press, (2014) 2014年5月4日閲覧。
8. ↑  Mackenzie (2013), loc. 1345
9. ↑  Westwood & Kingshill (2012), p. 485
10. 1 2 3  Gregorson Campbell (1900), p. 200
11. 1 2 3  Kynes (2008), p. 130
12. ↑  Sullivan, Pickering & Emmot (2010), pp. 63–64
13. 1 2  Mackenzie (1917), p. 80
14. 1 2  MacGregor (1937), p. 117
15. ↑  Mackenzie (2013), loc. 1348
16. ↑  Westwood & Kingshill (2012), p. 400
17. 1 2  Brand (1883), p. 171
18. ↑  Mackenzie (1917), p. 79
19. ↑  
MacLennan, Hugh Dan (1997). “Shinty: Some Fact and Fiction in the Nineteenth Century”. Transactions of the Gaelic Society of Inverness 59:  243.
20. ↑  Mackenzie (2013), loc. 1332
21. ↑  Mackenzie (1917), p. 81
22. ↑  Mackenzie (1917), p. 82
23. ↑  Mackenzie (1917), loc. 1315
24. 1 2 3  Mackenzie (1917), p. 83

### Bibliography
- Anderson, Alan Orr (1922), Early sources of Scottish history, A.D. 500 to 1286, Oliver and Boyd
- Bane, Theresa (2013), Encyclopedia of Fairies in World Folklore and Mythology, McFarland, ISBN 978-1-4766-1242-3
- Brand, John (1883) [1701], A new description of Orkney, Zetland, Pightland-Firth and Caithness, Brown
- Dwelly, Edward (1902), Faclair Gàidhlìg air son nan sgoiltean, 2, E. MacDonald
- Dwelly, Edward (1902a), Faclair Gàidhlìg air son nan sgoiltean, 3, E. MacDonald
- Gregorson Campbell, John (1900), Superstitions of the Highlands and Islands of Scotland, James MacLehose
- Kingshill, Sophia; Westwood, Jennifer (2012), The Fabled Coast: Legends & traditions from around the shores of Britain & Ireland (ebook ed.), Random House, ISBN 978-1-4090-3845-0
- Kynes, Sandra (2008), Sea Magic: Connecting with the Ocean's Energy, LLewellyn Worldwide, ISBN 978-0-7387-1353-3
- MacGregor, Alasdair Alpin (1937), The Peat-fire Flame, Moray Press
- Mackenzie, Donald A. (1917), Wonder tales from Scottish myth and legend, Blaickie
- Mackenzie, Donald A. (2013) [1935], Scottish folk-lore and folk life: studies in race, culture and tradition (Kindle ed.), Blackie, ASIN B00B0XJ60Q
- Sullivan, Mike; Pickering, Tim; Emmot, Robert (2010), The Outer Hebrides: Sea Kayaking Around the Isles & St Kilda, Pesda Press, ISBN 978-1-906095-09-3
- Varner, Gary R. (2007), Creatures in the Mist: Little People, Wild Men and Spirit Beings around the World: A Study in Comparative Mythology, Algora, ISBN 978-0-87586-545-4
- Westwood, Jennifer; Kingshill, Sophia (2012), The Lore of Scotland: A Guide to Scottish Legends, Random House, ISBN 978-1-4090-6171-7